# Clementine Churchill, baronesse Spencer-Churchill
Clementine Ogilvy Spencer Churchill, baronesse Spencer-Churchill, GBE (født Hozier) (født 1. april 1885 i London – død 12. december 1977 i London). I september 1908 blev hun gift med Winston Churchill, der var premierminister i 1940–1945 og igen i 1951–1955.

## Børn
Clementine Churchill og Winston Churchill blev forældre til 5 børn: 
- Diana Churchill (egentlig: Diana Spencer-Churchill) (1909 –1963), gift med John Milner Bailey og Duncan Sandys, baron Duncan-Sandys, 3 børn.

- Randolph Churchill (1911–1968), gift med Pamela Harriman (mor til Winston Spencer-Churchill (1940–2010)) og June Osborne (mor til Arabella Spencer-Churchill (1949–2007)).

Sarah Churchill, baronesse Audley (skuespillerinde) (1914–1982), gift 3 gange. 
- Marigold (1918–1921), død af blodforgiftning.

- Mary Soames (født Spencer-Churchill) (1922–2014), gift med Christopher Soames, baron Somes, 5 børn.

## Medlem af Overhuset
Efter mere end 56 års ægteskab blev Clementine Churchill enke, da Winston Churchill døde den 24. januar 1965, 90 år gammel.
Den 17. maj 1965 blev hun Life peer som baronesse Spencer-Churchill af Chartwell i Grevskabet Kent. 
I Overhuset sad hun som Crossbench (dvs. udenfor partierne). Hendes tiltagende døvhed gjorde, at hun ikke kunne deltage regelmæssigt i det parlamentariske arbejde. 
Hun døde 92 år gammel i sit hjem i London den 12. december 1977, og hun blev stedt til hvile ved siden af sin mand i Bladon.